# فلوريد الذهب الثلاثي
 فلوريد الذهب الثلاثي مركب كيميائي له الصيغة AuF3، ويكون على شكل بلورات صفراء برتقالية. مثله مثل هاليدات الذهب يوجد الفلوريد على شكل متماثر ثنائي له الصيغة Au2F6. وهو من المفلورات القوية.

## البنية والخواص
- يتسامى فلوريد الذهب الثلاثي عند الدرجة 300°س.[4]
- البنية البلورية لمركب فلوريد الذهب الثلاثي عبارة عن لوالب من وحدات AuF4 المربعة المستوية.[5]

أظهرت الأبحاث أن التناظر في بنية ثلاثي فلوريد الذهب يكون له مجموعة نقط C2v، وتكون إحدى روابط Au-F قصيرة، أما الاثنتين الباقيتين أطول نسبيا، يحيث يكون الشكل الهندسي من النمط T، ويعود ذلك إلى تأثير جان-تيلر من الدرجة الأولى.

|                |                       |                                               |                         |                          |
| وحدة خلية AuF3 | لوالب AuF3)n) متجاورة | تساند ثماني الوجوه مشوه للذهب مع ست ذرات فلور | مسقط علوي للولب AuF3)n) | منظر جانبي للولب AuF3)n) |

## التحضير
يحضر فلوريد الذهب الثلاثي من تفاعل فلز الذهب مع غاز الفلور عند درجات حرارة مرتفعة أو مع ثلاثي فلوريد البروم BrF3.